# Alterung (Modellbau)
Die Alterung (auch Weathering) fasst im Modellbau unterschiedlichen Techniken zusammen, welche die Aufgabe haben, einen möglichst natürlichen Farb- und Abnutzungseffekt zu erreichen. Dabei kommen unterschiedliche Materialien, wie zum Beispiel Pastellkreiden, Ölfarbe, Salz und Haarspray zum Einsatz.

## Allgemeines
Im Modellbau zählen für viele Modellbauer ein möglichst hoher Grad an Detailtreue und eine wirklichkeitsnahe Wiedergabe des Modells. Demgegenüber steht unter anderem die Tatsache, dass Originalvorlagen häufig deutliche Abnutzungsspuren zeigten beziehungsweise Scale-Effekte zu deutlichen Unterschieden in der Farbintensität zwischen Modell und Original führen.
Aus diesem Grund greifen erfahrene Modellbauer zu Techniken, um Modelle a) zu altern und einen deutlichen Grad an Abnutzung darzustellen und b) die Farbintensität den natürlichen Gegebenheiten des Originals anzupassen.

## Techniken
Pre-/Postshading: Beim Pre- bzw. Postshading wird versucht, über einen Hell-/Dunkelkontrast den Farbunterschied zwischen Vertiefungen oder erhabenen Bauteilen deutlicher werden zu lassen. Dazu wird die Grundfarbe entweder abgedunkelt (Preshading) oder oft aufgehellt (Postshading).
Trockenmalen: Das Trockenmalen oder Granieren ist eine Technik, die besonders erhabene Bauteile deutlicher in Erscheinung treten lässt. Der Name leitet sich von der Tatsache ab, dass weite Teile der Farbe am Pinsel an einem Tuch oder Ähnlichem abgestrichen werden und nur die verbliebenen Anhaftungen am Pinsel zum Einsatz kommen.
Alterung mit Salz: Diese besondere Technik hat das Ziel, Lackabplatzer an Modellen zu simulieren. Dazu werden auf die Grundierung Salzkristalle aufgetragen, mit Wasser oder Haarspray fixiert und anschließend lackiert. Nach dem Antrocknen wird das Salz entfernt, die darunter liegende Lackschicht kommt zum Vorschein.
Pastellkreide: Mithilfe von Pastellkreide können im Modellbau Staub und Rost simuliert werden. Dazu wird die Pastellkreide aufgemahlen und entweder als „Staub“ oder mit einem Flussmittel aufgetragen. Für Glanzlichter kann mit heller Kreide leicht über die betreffenden Stellen gewischt werden.
Da die Kreideaufträge nicht griff- und wischfest sind, empfiehlt sich eine Nachbehandlung mit Fixativ-Spray.

Washing: Beim Washing kommt hochverdünnte Ölfarbe zum Einsatz, die in Vertiefungen (Blechanstöße, Beplankung) förmlich hineinfließt. Nach einem kurzen Antrocknen wird überschüssige Farbe entfernt, es entsteht eine deutliche Tiefenwirkung.